# Veřejně prospěšná organizace
Veřejně prospěšná organizace je organizace, kde jedním z hlavních cílů je veřejná prospěšnost.  Příkladem takových organizací je  National Trust nebo člen Svazu evropských sociálních firem CEFEC.
Veřejně prospěšnou organizací může být fundace vytvořená vyčleněním majetku za účelem společensky prospěšného podnikání, organizace financovaná fundraisingem, dále
- spolek,
- nadace ,
- nadační fond,
- ústav,
- veřejná vysoká škola
- občanská iniciativa apod.

## Česká republika
Veřejně prospěšným poplatníkem (dále VPP) v ČR je nezisková organizace, a to jak nestátní nezisková organizace, tak i veřejnoprávní korporace (obcí, krajů atd.), např. příspěvková organizace, což je veřejně prospěšná organizace založená orgánem veřejné správy. Nejběžnější NNO jsou nadace, nadačních fondy, obecně prospěšné společnosti, zapsané ústavy, církevní organizace a zapsané spolky.
Zákon o daních z příjmů VPP definuje jako polatníka, který "jako svou hlavní činnost vykonává činnost, která není podnikáním". 
Pojmy "nezisková organizace" a "veřejně prospěšný poplatník" jsou tedy v Česku synonyma.
Seznam právnických osob uznávaných v ČR jako subjekty práva uvádí článek Právní forma.
NNO se sdružují např. do Asociace veřejně prospěšných organizací ČR, jsou podporovány Nadací rozvoje občanské společnosti apod. Ministerstvo průmyslu a obchodu jim uděluje značku Prověřená veřejně prospěšná organizace.

### Obecně prospěšná společnost
Činnost obecně prospěšných společností byla upravena zákonem o obecně prospěšných společnostech č. 248/1995 Sb., který byl k 1. lednu 2014 zrušen novým občanským zákoníkem.